# Kraljice neba
Kraljice neba, raduj se (lat. Regina caeli) naziv je marijanske antifone i kristološke molitve Katoličke Crkve u čast Djevice Marije, koja se pjeva u uskrsno vrijeme. 
Ostale tri marijanske antifone su: „Ave Regina Caelorum”, „Alma Redemptoris Mater” i „Salve Regina”. 
„Regina caeli” su latinske riječi koje otvaraju uskrsni hvalospjev Blaženoj Djevici Mariji, a prevedene su na hrvatski jezik kao „Kraljice neba”. Riječ je o liturgijskoj skladbi kojom se želi čestitati Mariji uskrsnuće njezina Sina Isusa Krista.
„Kraljice neba” zamjenjuje molitvu „Anđeo Gospodnji” tijekom uskrsnog vremena. To je ustanovio papa Benedikt XIV. 1742. Liturgijski je to propisano u Časoslovu od početka uskrsnog vremena do devetog sata nedjelje Duhova. Pjeva se ili moli u zboru i stojeći.
Iako je autor nepoznat, molila se već u 12. stoljeću, a franjevci su je molili nakon večeri već u prvoj polovici 13. stoljeća, a zahvaljujući djelovanju franjevačke braće postala je popularna i raširena po kršćanskom svijetu.
Iako je ova molitva nepoznatog autora, tradicija ju pripisuje svetom Grguru Velikom, za kojeg se kaže da je čuo prva tri stiha koje su pjevali anđeli dok je jedno jutro hodao bos u procesiji u Rimu, a dodao im je i četvrti redak. Međutim, također se pripisuje papi Grguru V., iako bez čvrstih temelja.

## Poveznice
|  | Wikizvor ima izvorni tekst Kraljice neba |